# Diepenbeck-Park
Der Diepenbeck-Park ist der größte Park der Stadt Hattingen im  Ennepe-Ruhr-Kreis. Er befindet sich im Stadtteil Welper. Er weist eine Fläche von etwa 31.000 m² auf. Im Norden schließt sich der Marktplatz Welpers an der Thingstraße an, nach Süden hin verläuft er in einem Siepen in Richtung Tal des Sprockhöveler Bachs. Westlich verläuft der Diepenbeckweg. Tatsächlich verlief hier die Diepenbecke nicht, sondern weiter nordwestlich im Ort. 2018 erließ die Stadt ein Verbot für Alkohol-Konsum im Park. 2019 wurde der Park umgestaltet, unter anderem wurde ein Bereich für Urban Gardening eingerichtet. Die Kosten betrugen 600.000 Euro.